# Rais (nome)
Rais (in alfabeto arabo: رئيس, traslitterato anche Raïs) è un nome proprio di persona arabo maschile.

## Varianti
- Femminili: رئيسة (Raisa)[2]

### Varianti in altre lingue
- Turco: Reis[2]

## Origine e diffusione
Riprende il titolo arabo di raʾīs, che significa "capo", "leader", "presidente". Va notato che la forma femminile رئيسة (Raisa) coincide con il nome russo Раиса (Raisa), a cui non è correlato.

## Persone
- Raïs M'Bolhi, calciatore francese naturalizzato algerino